# Katja Kilpi
Katja Kilpi (née le 26 avril 1974) est une athlète finlandaise spécialiste du saut en hauteur. 

## Palmarès

### Championnats du monde junior d'athlétisme
- Championnats du monde junior d'athlétisme 1990 à Plovdiv,  Bulgarie
  -  Médaille d'argent du saut en hauteur